# Mathilda Drangel
Mathilda Charlotta Drangel, ursprungligen Lundquist, ofta angiven som "M. Drangel" eller "M.D.", född 6 december 1847 i Nyköping, död 28 april 1931, var en svensk översättare. Hon var äldre syster till den blivande översättaren och författaren Ernst Lundquist. Drangel var en mycket produktiv översättare, verksam under första hälften av 1900-talet.

## Översättningar i urval
- Jack London: Skriet från vildmarken (Bohlin, 1907)
- Alexandre Dumas den yngre: Kameliadamen (Weijmers, 1908)
- Jack London: Varghunden: Berättelse (Bohlin, 1908)
- Jack London: Varg-Larsen: Berättelse (Bohlin, 1909)
- Jack London: Järnhälen (Bohlin, 1912)
- Jack London: Avgrundens folk (Nord. förl., 1913)
- Jack London: På långfärd med Snark (Nord. förl., 1919)
- Hall Caine: Den vite profeten (Bohlin, 1923)
- Robert Louis Stevenson: Doktor Jekyll och Mr Hyde: roman (Åhlén & Åkerlund, 1926)